# Tab Thacker
Talmadge Layne Tab Thacker (10 marzo 1962 – Raleigh, 28 dicembre 2007) è stato un lottatore e attore statunitense.

## Biografia
È noto per aver interpretato il poliziotto Thomas Conklin (Casa) nel quarto e nel quinto episodio della saga cinematografica Scuola di polizia nel 1987 e nel 1988.
È stato campione della federazione NCAA di lotta greco-romana dal 1981 al 1984.

## Morte
È deceduto dopo essersi ammalato di diabete mellito di tipo 1, subendo l'amputazione prima di un piede, e successivamente di entrambe le gambe.
È stato sepolto presso il cimitero di Evergreen di Winston-Salem, Carolina del Nord.

## Filmografia parziale
- Per piacere... non salvarmi più la vita (City Heat), regia di Richard Benjamin (1984)
- Una bionda per i Wildcats (Wildcats), regia di Michael Ritchie (1986)
- Scuola di polizia 4 - Cittadini in... guardia (Police Academy 4: Citizens on Patrol), regia di Jim Drake (1987)
- Scuola di polizia 5 - Destinazione Miami (Police Academy 5: Assignment Miami Beach), regia di Alan Myerson (1988)
- Identity Crisis, regia di Melvin Van Peebles (1989)

## Doppiatori italiani
- Stefano Onofri in Scuola di polizia 4 - Cittadini in... guardia, Scuola di polizia 5 - Destinazione Miami
- Marco Guadagno in Una bionda per i Wildcats
- Vittorio Stagni in Per piacere... non salvarmi più la vita